# Doryctomorpha
Doryctomorpha är ett släkte av steklar. Doryctomorpha ingår i familjen bracksteklar.
Kladogram enligt Catalogue of Life:
| Doryctomorpha | \| \| Doryctomorpha antipoda \| \| \| \| \| \| Doryctomorpha tertiaria \| \| \| \| |
|               | \| \| Doryctomorpha antipoda \| \| \| \| \| \| Doryctomorpha tertiaria \| \| \| \| |
|               | Doryctomorpha antipoda                                                             |
|               |                                                                                    |
|               | Doryctomorpha tertiaria                                                            |
|               |                                                                                    |